# Антиохијска школа
Антиохијска школа или Катехелитска школа Антиохије је била један од два главна центра проучавања библијске егзегезе и теологије током касне антике; друга је била катехетска школа у Александрији. Ова група је била позната под овим именом, јер су заговорници ове традиције имали седиште у граду Антиохији, једном од главних градова древног Римског царства.
Док су хришћански интелектуалци Александрије наглашавали алегоријско тумачење Светог писма и тежили ка христологији која је наглашавала сједињење људског и божанског, они у Антиохији су се држали дословније и повремено типолошке егзегезе и христологије која је наглашавала разлику између људског и божанско у личности Исуса Христа.
Школа је генерално тежила ономе што би се могло назвати, у прилично лабавом смислу, усвојитељском христологијом.Пре него што је постао цариградски патријарх Несторије је такође био монах у Антиохији и тамо је био прожет принципима антиохенске теолошке школе.

## Раздобља
Школу у Антиохији је најбоље поделити у три периода:

### Рана школа (170-рани четврти век)
Најранији аутор који је познат у овом периоду је Теофил Антиохијски. Затим је дошло до празнине од века и у првој половини петог века постоје три позната ауторе антикена: најпознатији је Еузебије  Емески; остали представници су Аказеј из Цезареје и хераклејски епископ Теодор.

### Средња школа (350-433)
Овај период укључује најмање три различите генерације: Диодора из Тарса, који је водио ασκητηριον (школу) коју је можда основао. Међу његовим ученицима најпознатији су Јован Хризостом и Теодор Мопсуестија. Главна фигура треће генерације био је Несторије.

### Касна школа (после 433)
Након Трећег васељенског сабора (431), Антиохијска школа је изгубила део свог престижа. Међутим, након Четвртог васељенског сабора сабора (451.), Антиохијска школа је постала једина теолошка школа у оквиру источног и западног хришћанства, где су оријентални православци усвојили Александријску теолошку школу. Очигледно су позната само два каснија аутора: Василије Селеукијски и Генадије Цариградски.